# Польский национальный комитет (1914—1917)
Польский национальный комитет (пол. Komitet Narodowy Polski, KNP) — политическое представительство правых польских партий в Царстве Польском, поддерживающее решение автономию Польши в составе Российской империи после Первой мировой войны. Действовал в 1914–1917 годах в Варшаве и Петрограде.

## История
Комитет был создан 25 ноября 1914 года в Варшаве. Хотя ему удалось объединить в себе только Национал-демократическую партию и Партию реальной политики, а также группы симпатизирующих им внепартийных политиков, комитет считал себя единственным представителем польского общества по отношению к России и ее союзникам. Польский национальный комитет признал Германскую империю и ее союзников главными врагами польского народа. Он полагал, что результатом продолжающейся Первой мировой войны станет объединение польских земель под скипетром Романовых, которые предоставят ему автономию в соответствии с манифеста, данным 14 августа 1914 года главнокомандующим русской армии великим князем Николаем Николаевичем. В листовке от 25 ноября 1914 года, в которой сообщалось о создании Комитета, было указано: «Поражение Германии в этой войне — наша победа. Россия отреагировала на наше прошение (...) манифестом, объявляющим о выполнении наших самых святых желаний, объединении разорванной нации, ее автономном существовании и свободном развитии». Политики комитета не уточнили масштаб этой автономии или ее территориальный охват. Он принял политическое покровительство над сформированным Пулавским легионом, который боролся с Центральными державами в составе российской армии. Варшавский комитет решительно боролся против Верховного национального комитета в Кракове и против Польских легионов, сражающихся против России вместе с Австро-Венгрией.
Председателем Польского национального комитета был член Партии реальной политики Зигмунт Велопольский, в то время как Роман Дмовский был президентом его Исполнительного комитета. Членами комитета были: Зигмунт Балицкий, Стефан Бодзиньский, Станислав Чекановский, Северин Четвертынский, Генрих Дембинский, священник Марцели Годлевский, Георгий Госьцицкий, Ян Гарусевич, Виктор Яронский, Валентин Камоцкий, Чеслав Карпинский, Станислав Лесновский, Здислав Любомирский, Мариан Лютославский, Иосиф Наконечный, Францишек Новодворский, Константин Броэль-Платер, Мацей Радзивилл, Ян Рудницкий, Ян Стецкий, Игнаций Щебеко, Юзеф Веловейский, Станислав Войцеховский, Маврикий Замойский.
Перед оккупацией Варшавы в августе 1915 года немецкими войсками ведущие активисты Польского национального комитета уехали в Россию, продолжая свою политическую деятельность в Петрограде. К комитету присоединились следующие: Северин Четвертынский, Владислав Грабский, Георгий Госьцицкий, Ян Гарусевич, Виктор Яронский, Чеслав Карпинский, Станислав Козицкий, Станислав Лесновский, Мариан Лютославский, Францишек Новодворский, Мацей Радзивилл, Антоний Садзевич, Владислав Собанский, Игнаций Щебеко, Зигмунт Велопольский, Станислав Войцеховский и Роман Дмовский. Некоторые польские депутаты в Государственную думу Российской империи из Литвы и Белоруссии негласно состояли в Польском национальном комитете. Ими были Александр Мейштович, Феликс Рачковский, Константы Скирмунт, Станислав Лопацинский, граф Вавжинец Путткамер, священник Марцели, В. Банковский. В комитете также работали редакторы Зыгмунт Василевский и Богдан Васютинский.
В августе 1917 года Польский национальный комитет стал основой для Польского совета межпартийного объединения.